# Thomaes funktion

Thomaes funktion på intervallet

Thomaes function, Riemannfunktionen eller i engelsktalande länder popcornfunktionen är en funktion som är kontinuerlig i alla irrationella punkter och diskontinuerlig i alla rationella.
Funktionen definition är
{\displaystyle f(x)={\begin{cases}{\frac {1}{q}}&{\text{om }}x={\frac {p}{q}}\\0&{\text{i annat fall}}.\end{cases}}}, där {\displaystyle p} och {\displaystyle q} är heltal och bråket {\displaystyle p/q} är förkortat så mycket som möjligt.

## Kontinuitet i irrationella punkter
Låt {\displaystyle x} vara ett irrationellt tal och {\displaystyle \epsilon =1/n\,} för {\displaystyle n\,} ett heltal. Vi kan definiera
{\displaystyle y^{*}=\min _{j}\min _{1\leq m\leq n}\left|x-{\frac {j}{m}}\right|}.
{\displaystyle y^{*}} är alltså det kortaste avståndet till ett rationellt tal med nämnare högst {\displaystyle n}. Då är
{\displaystyle |f(x)-f(y)|=|f(y)|\leq \epsilon }  om  {\displaystyle |x-y|\leq |x-y^{*}|=\delta }.
Detta visar att {\displaystyle f} är kontinuerlig i {\displaystyle x}.

## Diskontinuitet i rationella punkter
Om {\displaystyle x=p/q} finns det för varje {\displaystyle \delta >0} ett (irrationellt) {\displaystyle y} så att
{\displaystyle |x-y|\leq \delta }  men {\displaystyle |f(x)-f(y)|=|f(x)|={\frac {1}{q}}}.
Detta visar att {\displaystyle f} är diskontinuerlig i {\displaystyle x}.